# Tianyuraptor
Tianyuraptor (лат.) — род динозавров из семейства дромеозаврид из раннемеловой эпохи, ископаемые остатки которых найдены в формации Исянь (провинция Ляонин, Китай). В род включают единственный вид Tianyuraptor ostromi. Типовой образец имеет уникальные особенности строения, не свойственные ранее известным дромеозавридам из Северного полушария (Лавразия), но которые встречаются у дромеозаврид и ранних птиц из Южного полушария (Гондвана). Из-за этого команда учёных, впервые изучившая динозавра, назвала его переходной формой между северным и южным типами дромеозаврид. Tianyuraptor также отличается от прочих представителей своего семейства относительно небольшой вилочкой и сравнительно малыми передними конечностями.

## Этимология
Название рода Tianyuraptor состоит из слов Tianyu (отсылка к Музею Природы Шаньдун Тянью, где хранится голотип) и лат. raptor («хищник») — слова, часто встречающегося в виде составной части в названиях родов у дромеозаврид. Видовое название дано в честь американского палеонтолога Джона Острома (1928—2005), который внёс существенный вклад в изучение дромеозаврид, включая дейнониха и оперённых динозавров.

## Описание

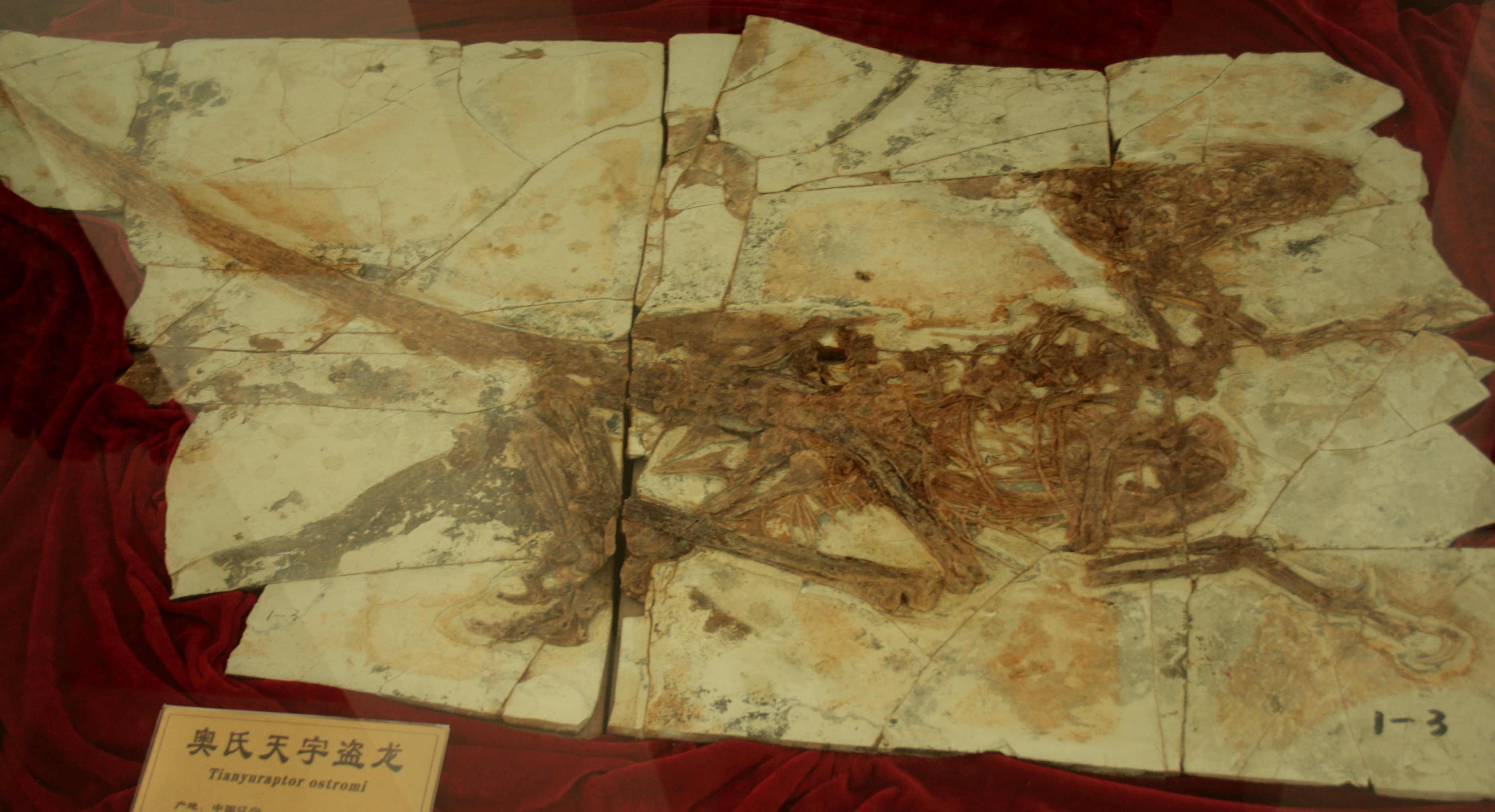
Образец голотипа

Tianyuraptor — дромеозаврид среднего размера, имеющий несколько производных признаков, которые отделяют его от других дромеозаврид. К ним относятся: длина среднего хвостового позвонка, более, чем в два раза превышающая длину спинного позвонка; маленькая и чрезвычайно тонкая вилочковая кость, а также необычайно длинные задние конечности, которые примерно в три раза длиннее всего ряда спинных позвонков. Как и у других найденных в Ляонине дромеозаврид, хвост относительно длинный — 960 мм, что в 4,5 раза длиннее бедра.
Типовой образец STM1–3 представляет собой почти полный и полностью сочленённый скелет, у которого отсутствует только дальний конец хвоста. Сохранились в общей сложности 25 сочленённых хвостовых позвонков, а 3 крайних, по-видимому, отсутствуют. Ископаемые остатки были обнаружены в слое Dawangzhangzi формации Исянь, которая относится к нижнемеловому отделу, барремскому и аптском ярусам. Конкретно слой Dawangzhangzi датируется 122 млн лет. Считается, что окаменелости принадлежали подростковой особи, поскольку обладают характерными особенностями, включая неполное слияние частей скелета во время онтогенеза. В отличие от прочих окаменелых остатков теропод из биоты Жэхэ, остатки Tianyuraptor не сохранили отпечатков мягких тканей.

### Конечности

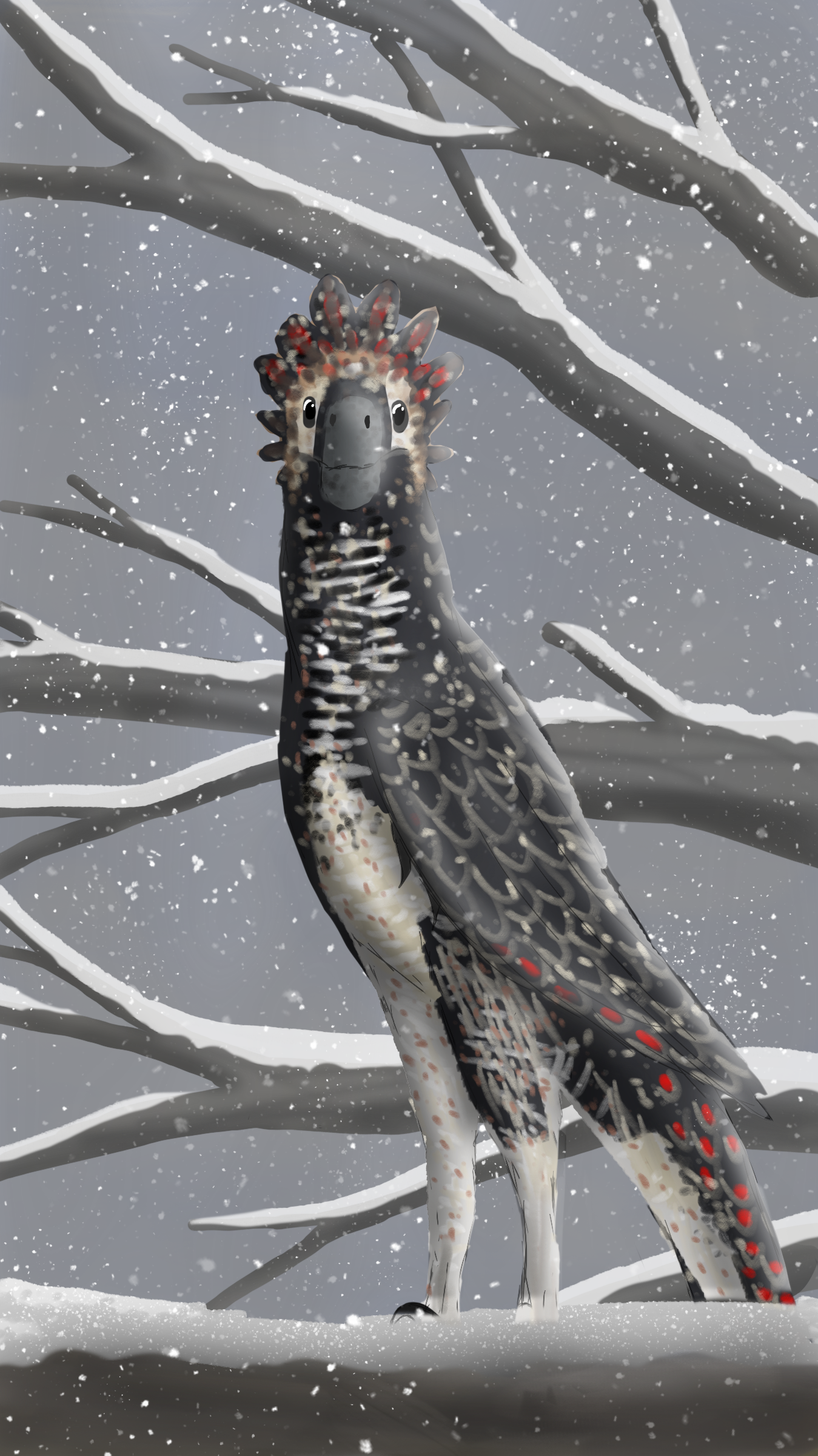
Реконструкция

Передние конечности Tianyuraptor сравнительно короткие, всего лишь 53 % длины задних конечностей. Эта особенность сильно отличает животное от других дромеозаврид, большинство из которых имеет относительно длинные передние конечности, которые составляют более 70 % длины задних конечностей.
В то время как Tianyuraptor был больше прочих известных представителей подсемейства Microraptorinae, он также обладал удлинёнными задними конечностями, как и другие представители этой группы. В этом отношении он отличается от большинства других дромеозаврид, у которых относительно короткие ноги. Например, у Tianyuraptor отношение тибиотарзуса к бедренной кости больше 1,30, в то время, как у велоцираптора — динозавра такого же размера — это отношение равняется 1,10. Помимо удлинённых задних конечностей, этот динозавр отличается от других членов Microraptorinae относительной длиной элементов передних конечностей. Его передние конечности пропорционально намного короче, чем у более крупных дромеозаврид. Например, образец велоцираптора аналогичного размера показывает отношение длины передних конечностей к ногам приблизительно 0,75, тогда как у Tianyuraptor это же соотношение составляет 0,53.
Резкая разница длины конечностей в сравнении с другими дромеозавридами указывает на то, что функция плеч у Tianyuraptor отличалась от таковой у других представителей семейства. Считается, что члены подсемейства Microraptorinae, такие как микрораптор, были способны к планирующему полёту и много времени проводили в воздухе. Microraptorinae известны своими длинными и сильными передними лапами и большими асимметричными перьями. Однако, укороченные передние конечности, маленькая вилочка и поперечно широкий коракоид указывают на то, что Tianyuraptor не был приспособлен для планирования или полёта.

## Палеобиология
Живые организмы, составлявшие биоту современной формации Исянь в середине мелового периода, отличались большим видовым разнообразием. Исянь характеризуется обширными лесами, в которых преобладали хвойные и голосеменные деревья, такие как гинкго, а также саговники и папоротники. Нижний ярус занимали хвощи и многочисленные цветковые растения. Растительная жизнь произрастала вокруг пресноводных озёр, богатых минералами благодаря периодическим извержениям вулканов.
Формация Исянь хорошо известна большим разнообразием хорошо сохранившихся экземпляров позвоночных, в том числе, пернатых динозавров. Помимо Tianyuraptor, здесь обитало несколько других родов дромеозаврид (Graciliraptor, синорнитозавр), троодонтиды, тираннозавриды (от мелкого Dilong до крупного Yutyrannus), терезинозавры (бэйпяозавр), овирапторозавры (каудиптерикс) и примитивные орнитомимозавры (Shenzhousaurus). Птицетазовые динозавры были представлены пситтакозавром, орнитоподами (Bolong, Jeholosaurus), анкилозавридами и цератопсами. Присутствовало несколько видов зауропод (Dongbetitan, Euhelopus sp.).
Прочими группами животных, которые составляли биоту формации Исянь, были многочисленные птицы (Longirostravis, Shanweiniao), птерозавры (Boreopterus, Cathayopterus и другие), а также ящерицы, черепахи и беспозвоночные.
Помимо всего прочего, Исянь населяло большое количество млекопитающих — симметродонтов, гобиконодонтов, многобугорчатых и других.

## Систематика
Филогенетический анализ, проведённый командой учёных под руководством С. Чженя, показал, что Tianyuraptor является членом базальной группы, состоящей из дромеозаврид Лавразии. Tianyuraptor обладал несколькими особенностями, неизвестными у прочих лавразийских дромеозаврид, но присущих базальным представителям клады Avialae и дромеозавридам Гондваны, таким, как Austroraptor, Buitreraptor, Neuquenraptor, Rahonavis и Unenlagia. Чжень и его коллеги также отметили, что Tianyuraptor разделяет некоторые особенности с монофилетическим подсемейством Microraptorinae, хотя они продолжали утверждать, что этот набор особенностей предполагает базовое размещение Tianyuraptor в пределах группы Microraptorinae. Об этом свидетельствует выполненный филогенетический анализ, который показал критерий оптимальности в 6 из 30 результатах, полученных в результате анализа. Авторы высказали предположение, что, поскольку Tianyuraptor является «короткоруким» микрорапторином, то территориально обособленные «длиннорукие» микрорапторины приобрели способность к планированию независимо. Однако, не исключена и гипотеза, что Tianyuraptor может быть основным членом клады, содержащей всех остальных лавразийских дромеозаврид, за исключением Microraptorinae. На это указывают оставшиеся 24 из 30 наименее подробных филогенетических деревьев, построенных в процессе анализа. Открытие Tianyuraptor проливает новый свет на раннюю эволюцию дромеозаврид и ещё раз иллюстрирует большое разнообразие, которое эта группа проявляла на ранней стадии своего развития.